# Хендон
Хендон (англ. Hendon) — микрорайон в лондонском районе Барнет, являющийся также его административным центром. Расположен в 11 километрах к северо-западу от Чаринг-Кросс. 
Был общиной в составе исторического графства Мидлсекс, в состав которой также входили Милл-Хилл, Голдерс-Грин и Чайлдс-Хилл. В 1894 году получил статус городского округа, а в 1932 — боро, которое было упразднено в 1965 году, а вся его территория вошла в состав Большого Лондона. На 2011 год его население составляло 18 472 человека.
С 1868 года в Хендоне открыта железнодорожная станция, а с 1923 года работает станция метро Хендон Сентрал, появившаяся в связи с расширением Северной линии Лондонского метрополитена в том году.  